# Amira Sartani
Amira Sartani (hebrejsky: אמירה סרטני, narozena 17. listopadu 1931) je izraelská politička a bývalá poslankyně Knesetu za strany Ma'arach a Mapam.

## Biografie
Narodila se ve vesnici Merchavija. Studovala učitelský seminář Oranim a sociologii a politologii na Telavivské univerzitě.

## Politická dráha
V letech 1976–1984 byla ředitelkou ženského odboru strany Mapam a zastupovala stranu v ženské organizaci Na'amat. V letech 1978–1982 byla členkou ústředního výboru odborové centrály Histadrut, roku 1974 se stala členkou ústředního výboru strany Mapam. Od roku 1971 byla členkou výkonného výboru hnutí ha-Kibuc ha-Arci.
V izraelském parlamentu zasedla po volbách v roce 1984, do nichž šla za stranu Ma'arach. V průběhu volebního období ale odešla z poslaneckého klubu Ma'arach do samostatné frakce strany Mapam. Stala se členkou parlamentního výboru pro vzdělávání a kulturu. Ve volbách v roce 1988 mandát neobhájila.